# دهستان ماه‌نشان
ماه نشان، دهستانی است از توابع بخش مرکزی شهرستان ماهنشان در استان زنجان ایران.

## جمعیت
براساس سرشماری سال ۱۳۸۵ جمعیت آن ۱۰٬۱۶۸ نفر (۲٬۳۰۸ خانوار) بوده‌است.